# Предикативність
Предикати́вність (від лат. praedicatio — «стверджене, сказане, висловлене») — це віднесеність змісту речення до об'єктивної реальності.
Це комплексна категорія, що виражає співвіднесеність змісту речення з реальною дійсністю і відбивається у зв'язку підмета і присудка, які становлять граматичну основу речення. Граматичними засобами вираження предикативності є час дієслова, інтонація та модальність (від лат. modus — «міра, спосіб»), що виражає суб'єктивно-об'єктивне ставлення мовця до висловлюваного.
Предикативність властива будь-якому реченню і виявляється в ознаках часу, особи, а також в оцінці сказаного розповідачем (бажаність чи небажаність, реальність чи нереальність, впевненість в істинності чи ні).